# Stipa occidentalis
Stipa occidentalis là một loài thực vật có hoa trong họ Hòa thảo. Loài này được Thurb. ex S.Watson miêu tả khoa học đầu tiên năm 1871.